# 38461 Іржітрнка
38461 Іржітрнка (38461 Jiřítrnka) — астероїд головного поясу, відкритий 15 жовтня 1999 року.
Тіссеранів параметр щодо Юпітера — 3,200.